# Saclateni
Saclateni, Bayer-Bezeichnung Zeta  Aurigae, ist ein Stern im Sternbild Fuhrmann. Saclateni ist ein bedeckungsveränderlicher Stern, dessen Helligkeit mit einer Periode von 972 Tagen zwischen +3,61mag und +3,99mag schwankt.
Der Hauptstern ist ein roter Überriese, der Begleiter gehört der Spektralklasse B8 an. 
Bemerkenswert ist das Radienverhältnis. Der K-Stern besitzt etwa 200 R☉ bei 22 M☉, der B-Stern 10 R☉ bei 10 M☉. Der kleinere B-Stern durchleuchtet im ab- und aufsteigenden Ast der Bedeckung die weitausgedehnte Atmosphäre des K-Sterns, diese Phase dauert jedoch nur 0,8 Tage. (Chapman 1981)
Saclateni ist ca. 780 Lichtjahre von der Erde entfernt (Hipparcos Datenbank). Andere Namen: Azaleh, Haedus, Sadatoni („zwei junge Ziegen“).